# Ibrahim Sued
Ibrahim Sued CavMM (Rio de Janeiro, 23 de junho de 1924 — Rio de Janeiro, 1 de outubro de 1995) foi um jornalista, apresentador de televisão, crítico e colunista social brasileiro.

## Biografia
Filho de imigrantes árabes, nasceu em família muito pobre, no bairro de Botafogo. Cresceu na Tijuca e em Vila Isabel, tendo morado por muitos anos em quartos de pensão em Copacabana. Foi aluno de uma escola pública brasileira pouco conceituada, onde concluiu o antigo Curso Ginasial e, aos 17 anos de idade, empregou-se no comércio. Devido aos frequentes atrasos, abandonou esse emprego.
Iniciou a sua carreira na imprensa como repórter fotográfico em 1946, fazendo plantão nas redações das 19 horas às 7 horas da manhã do dia seguinte. Adquiriu reputação ao cobrir a visita do então comandante das tropas aliadas na Segunda Guerra Mundial (1939-1945), general Dwight D. Eisenhower, ao Brasil. Na ocasião, fez uma fotografia em que Otávio Mangabeira parecia beijar a mão de Eisenhower, utilizada pelos críticos que, à época, combatiam o que chamavam de "servilismo" brasileiro em relação aos Estados Unidos da América.
Ainda na década de 1940, foi companheiro de boemia de personalidades como Carlos Niemeyer, Sérgio Porto, príncipe D. João Maria de Orléans e Bragança, Paulo Soledade, Carlos Peixoto, Raimundo Magalhães, Vadinho Dolabella, Waldemar Bombonatti, Paulo Andrade Lima, Ernesto Garcêz Filho, Oldair Fróes da Cruz, Mário Saladini, Jorginho Guinle, Léo Peteca, Darci Fróes da Cruz, Mariozinho de Oliveira, Cássio França, Bubi Alves, Fernando Aguinaga, Francisco Matarazzo Pignatari, Celmar Padilha, Francisco Albano Guize, Carlos Roberto de Aguiar Moreira e Heleno de Freitas, Sérgio Pettezzoni, entre outros, com quem fundou o Clube dos Cafajestes.
Trabalhou com Joel Silveira na revista Diretrizes. Começou, então, a conhecer gente, frequentar festas e a piscina do hotel Copacabana Palace. De pequenas notícias na seção "Vozes da Cidade", no recém-fundado "Tribuna da Imprensa" de Carlos Lacerda, passou a fazer a coluna "Zum-Zum", no "A Vanguarda" (1951).
Em 1954, passou a trabalhar em "O Globo", onde permaneceu até falecer, em 1995. Ali se destacou, assinando uma coluna social que marcou época e influenciou jornalistas como Ancelmo Gois e Ricardo Boechat. Causou polêmicas com as suas listas das "Dez mais": as dez mais belas mulheres, as dez mais elegantes e as dez melhores anfitriãs da sociedade carioca. A sua coluna passou a ser lida por todas as camadas sociais a partir do final da década de 1950, tendo passado a conviver com personalidades famosas no Brasil e no exterior.
Casou-se em 1958,com Maria da Gloria Drummond (Sued) num evento que tornou-se um dos maiores daquele ano. Nessa época, passou a manter um programa exclusivo pela antiga TV Rio ("Ibrahim Sued e Gente Bem"), onde apresentava entrevistas, reportagens filmadas e comentários sobre a sociedade em geral.
Em comemoração aos 30 anos de sua coluna em "O Globo", em junho de 1983, teve lugar uma memorável recepção no Copacabana Palace, onde compareceram personalidades como Marta Rocha, Roberto Marinho, Emílio Garrastazu Médici, Dulce Figueiredo e mais 1 500 convidados que consumiram, entre outros, 600 garrafas de champanhe, 300 litros de vinho tinto francês, 120 quilos de camarão, 60 de lagosta, 10 de "foie gras", 210 patos, além de copiosa variedade de frutas e saladas. O evento contou ainda com uma queima de fogos de artifício e com o desfile de passistas de escolas de samba no calçadão da Avenida Atlântica.
Em 1985 foi homenageado no Carnaval carioca pela Acadêmicos de Santa Cruz com o enredo "Ibrahim, De leve eu chego lá". Ainda na década de 1980, Sued foi a figura principal do casamento de sua filha Isabel Cristina, um dos maiores acontecimentos sociais à época, com quatro mil convidados.
Em 1993, deixou o jornalismo diário e passou a publicar apenas uma coluna dominical no "O Globo". A Faculdade da Cidade do Rio de Janeiro lhe fez a outorga do Título de Professor Emérito do Curso de Jornalismo, em evento que contou com a presença da nata da sociedade, além de políticos, sambistas, músicos e intelectuais. Ao entregar-lhe a comenda, o professor Paulo Alonso, diretor acadêmico dessa instituição carioca, fez um discurso marcado pela emoção, lembrando momentos marcantes da vida do colunista. Alonso, que também atuava no jornal O Globo, falou da sua amizade com Ibrahim e ainda da capacidade do "turco", apelido de Ibrahim, em lidar com dificuldades e vencê-las. Foi uma solenidade que ganhou o noticiário brasileiro. Faleceu um ano mais tarde, de infarto agudo do miocárdio e edema agudo pulmonar, aos 71 anos de idade.
Em março de 1993, Sued fora admitido pelo presidente Itamar Franco à Ordem do Mérito Militar no grau de Cavaleiro especial.
Cunhou expressões ("bordões") que se tornaram marcantes como "De leve", "Sorry periferia", "Depois eu conto", "Bola Branca", "Bola Preta", "Ademã que eu vou em frente", "Os cães ladram e a caravana passa", "Olho vivo, que cavalo não desce escada", dentre outras.
Foi homenageado em 2003 com uma estátua em frente ao hotel Copacabana Palace.
Considerado como um homem elegante, contou certa vez que, no início da sua carreira, tinha apenas um terno, que deixava todo dia debaixo do colchão de sua cama, para que não perdesse o vinco.
Sua filha, Isabel Cristina Sued, dirigiu um documentário (co-dirigido por José Antônio Müller) contando a história do pai, intitulado "Ibrahim Sued, o repórter".

## Obra
- 1972 — 20 anos de caviar
- 1976 — O segredo do meu Su…Sucesso
- 1977 — Aprenda a receber: Etiqueta
- 1978 — Nova Etiqueta
- 1983 — 30 anos de reportagem
- 1986 — Vida, Sexo, Etiqueta e Culinária (Do Rico e do Pobre)